# Sociedad Ecuatoriana de Transportes Aéreos
La Sociedad Ecuatoriana de Transportes Aéreos (SEDTA) fue una aerolínea ecuatoriana fundada por Fritz W. Hammer que operó entre 1937 y 1941.

## Historia[1]
La empresa fue fundada en Ecuador el 24 de julio de 1937 por el empresario y piloto alemán Fritz W. Hammer, quien tuvo la iniciativa de emprender en una aerolínea para Ecuador, dado su conocimiento del país. La compañía se estableció como una subsidiaria de Lufthansa (poseedora del 88,5% de las acciones) junto a empresarios ecuatorianos, que poseían las acciones restantes.
Indiscutible pionera en el país, abrió las rutas a las principales ciudades como Guayaquil, Cuenca, Manta, Esmeraldas y Salinas siendo su base operativa Quito en el Campo de Aviación de Cotocollao, lugar que luego ocupó el Antiguo Aeropuerto Internacional Mariscal Sucre.
En ese tiempo, las carreteras existentes eran peligrosas, considerando la geografía difícil de Ecuador y el largo tiempo de viaje, de ahí que SEDTA se presentase como una solución en el transporte de pasajeros y carga por vía aérea. Para 1938 ya se empiezan a recibir los primeros aviones Junkers W 34 y Junkers Ju 52.
En 1940 SEDTA  solicita operar a las Islas Galápagos, lo cual no fue bien visto por el gobierno estadounidense, dado que las Galápagos eran consideradas un punto estratégico para la defensa del canal de Panamá.  
En enero del 1941 en un vuelo a Cuenca fallaron los frenos al momento del aterrizaje, lo que provocó que el Junkers se saliese de la pista, por lo que fue el último vuelo de los Junkers de SEDTA a Cuenca. Posteriormente esta ruta la operó Panagra. 
Después del ataque a Pearl Harbor, el gobierno de Carlos Arroyo del Río incautó las aeronaves y pasaron a operar para la FAE y todo el personal de origen alemán fue deportado del país, de esta forma se dio el fin a las operaciones de S.E.D.T.A. en Ecuador. Las rutas, terminales e instalaciones de mantenimiento fueron usadas posteriormente por Panagra, que en definitiva vendría a ser la contrapartida norteamericana de SEDTA.

## Antiguos destinos
| Destinos                                                                             | Aeropuertos                                     |
| ------------------------------------------------------------------------------------ | ----------------------------------------------- |
| Cuenca, Azuay                                                                        | Aeropuerto Internacional Mariscal La Mar        |
| [[Archivo:\|20x20px\|border\|Bandera de Esmeraldas]] Esmeraldas, Esmeraldas          | Aeropuerto Coronel Carlos Concha Torres         |
| Guayaquil, Guayas                                                                    | Aeropuerto Internacional José Joaquín de Olmedo |
| Manta, Manabí                                                                        | Aeropuerto Internacional Eloy Alfaro            |
| Portoviejo, Manabí                                                                   | Aeropuerto Reales Tamarindos                    |
| [[Archivo:\|20x20px\|border\|Bandera de Pichincha]] Quito, Pichincha                 | Aeropuerto Internacional Mariscal Sucre         |
| [[Archivo:\|20x20px\|border\|Bandera de Santa Elena (Ecuador)]] Salinas, Santa Elena | Aeropuerto General Ulpiano Páez                 |

## Antigua flota
| Aeronaves     | Total | Introducido | Retirado | Matrículas                                                             |
| ------------- | ----- | ----------- | -------- | ---------------------------------------------------------------------- |
| Junkers W 34  | 2     | 1938        | 1941     | HC-SEDTA y HC-SAA                                                      |
| Junkers Ju 52 | 4     | 1938        | 1941     | HC-SAB, HC-SAC (avión presidencial de Velasco Ibarra), HC-SAD y HC-SAE |

## Accidentes e incidentes
- El 3 de marzo de 1938, un Junkers W 34 (HC-SEDTA) se estrelló contra el volcán Chimborazo mientras iba a ser entregado a la compañía. En el accidente murieron el director de SEDTA, Fritz W. Hammer, el copiloto, un mecánico y un pasajero, todos de origen alemán.[2]
- El 11 de diciembre de 1938, un Junkers Ju 52 (HC-SAB) se estrelló sin víctimas al aterrizar en el antiguo Aeródromo de Cotollao, en Quito. El avión fue dado de baja.[3]